# Ricordi politici e civili
Ricordi politici e civili è un'opera letteraria di Francesco Guicciardini, con la quale può essere considerato il fondatore del genere dell'aforisma morale e politico. Il termine "ricordo" non significa infatti qui "rimembranza", ma piuttosto "ammonimento, consiglio".
Il libro è composto in un primo momento da due quaderni (1512); in un'edizione del 1525 troviamo 161 pensieri, 8 appartenenti ai quaderni e ben 153 nuovi. Nel 1528 furono aggiunti altri pensieri fino ad arrivare ad un totale di 181, di cui in realtà solo 12 nuovi mentre gli altri ripresi dai quaderni. La stesura finale dell'opera avviene nel 1530, dove i ricordi diventano 221, di cui 91 nuovi e gli altri revisionati e modificati dai precedenti.

## Redazioni
I primi 13 testi furono stesi nel 1512, quando Guicciardini si trovava in Spagna come ambasciatore della Repubblica di Firenze, e scritti in un quaderno. Poco dopo Guicciardini trascrisse questi testi in un secondo quaderno e ne aggiunse altri 16. Questi 29 pensieri furono il nucleo originario da cui nacquero i Ricordi. L'opera ebbe poi tre redazioni successive.
La prima redazione fu completata nei primi anni 1520, comunque prima del 1525, e comprende 161 testi, 8 dei quali ripresi dai due quaderni del 1512. Il manoscritto originale di questa redazione è perduto, ma fu ricostruito dal filologo Raffaele Spongano in base a diverse copie manoscritte e alle prime edizioni a stampa degli ultimi decenni del Cinquecento. Lo stesso Guicciardini, nella successiva redazione, fa riferimento a questa prima redazione e indica la data di stesura come "innanzi al 1525".
La seconda redazione è del 1528, come dichiara il testo stesso: comprende 181 testi, di cui 171 ricavati dai due quaderni originari e dalla prima redazione, trascritti con varianti, più 10 nuovi testi.
La terza ed ultima redazione è del 1530; da alcuni riferimenti presenti nei testi si ricava che la stesura deve essere avvenuta tra la primavera e l'autunno di quell'anno. Comprende 221 testi, dei quali 91 nuovi e 130 ripresi dalle redazioni precedenti, mentre una cinquantina vennero scartati. I testi ripresi dalle redazioni precedenti sono riscritti e spesso profondamente modificati; inoltre sono disposti in un ordine completamente diverso. Se la seconda redazione appare come una revisione della prima, la terza si può considerare un'opera radicalmente nuova. È possibile che Guicciardini abbia steso la terza redazione senza avere a disposizione il testo della seconda, poiché il 7 marzo del 1530 il governo della repubblica fiorentina lo aveva condannato a morte, e Guicciardini si era allontanato rapidamente dalla Toscana rifugiandosi a Roma. La riscrittura sarebbe quindi avvenuta basandosi sulla memoria, e ciò potrebbe spiegare le profonde differenze dalle versioni precedenti.
I testi della terza redazione tendono a essere più brevi e più essenziali, hanno una sintassi meno complessa e fanno ampio uso di simmetrie, parallelismi, chiasmi, antitesi, per ottenere una maggiore efficacia espressiva. I testi dei quaderni sono prevalentemente di argomento politico, mentre quelli della redazioni successive si ampliano ad altri argomenti, e tendono a diventare una serie di riflessioni più generali sull'uomo e la società, mentre diminuiscono quelli di carattere precettistico. La terza redazione ha un tono generale più meditativo, ma anche più pessimistico e sfiduciato, probabilmente dovuto anche alle vicende storiche del 1527-30 (la sconfitta della lega di Cognac e il sacco di Roma, con il fallimento della politica antimperiale sostenuta da Guicciardini).

## Circolazione ed edizioni
I Ricordi non erano destinati alla pubblicazione.
Nella Firenze del XV-XVI secolo in alcune famiglie vi era l'uso di scrivere, da parte del capofamiglia o di altro familiare autorevole, consigli e ammonimenti rivolti a discendenti, quindi intesi a una lettura privata, e i Ricordi di Guicciardini facevano parte di questo genere. Tuttavia nella seconda metà del Cinquecento iniziarono a circolarne varie copie manoscritte, e la prima edizione a stampa fu pubblicata a Parigi dal letterato Jacopo Corbinelli nel 1576; a questa ne seguirono diverse altre con vari titoli (Avvertimenti, Consigli, Considerazioni civili). Nel 1857 l'erudito e bibliotecario Giuseppe Canestrini avviò un'edizione delle opere complete di Gucciardini, in collaborazione con la famiglia, e pubblicò due nuove serie dei Ricordi; questa edizione conteneva dei notevoli difetti e non spiegava né i rapporti tra le due serie né quelli con le edizioni precedenti. La situazione fu chiarita in seguito all'edizione critica realizzata da Raffaele Spongano (1951), che ricostruì il testo originale perduto della prima redazione, fornì i testi corretti e identificò la corretta successione dei due quaderni e delle tre redazioni successive. Le edizioni precedenti il 1857 sono basate sulla prima redazione; le successive in genere contengono la terza e definitiva.
L'opera originale è priva di titolo; il titolo Ricordi politici e civili, o semplicemente Ricordi, è semplicemente quello che si è affermato per le edizioni moderne.

## Tematiche
Dai Ricordi emerge come Guicciardini respinga qualsiasi visione utopica della realtà. Egli sostiene che non si faccia storia con immagini ideali o sognanti di una società libera e felice, non disconoscendo la nobiltà di tali ideali, ma affermando la loro inattuabilità pratica. Nell'opera tratta vari argomenti, tra cui la religione, che "guasta il mondo" poiché effemina gli animi e li distoglie dal mondo reale. Parole molto dure sono rivolte anche all'istituzione ecclesiastica, poiché egli formula un richiamo all'essenza e alla semplicità del messaggio evangelico.
(Francesco Guicciardini, Ricordi, 28)
Quindi egli manca di una visione trascendentale della storia, e questo lo porta a sottolineare la varietà infinita di "casi e accidenti", che può essere compresa non con una dottrina sistematica, ma con la discrezione, ossia la capacità di distinguere e di decidere volta per volta, a seconda delle situazioni, in quanto la realtà non obbedisce a leggi universali. Guicciardini scrive i ricordi perché servano da "esempio", che può offrire un utile insegnamento (che però non ha valore universale).
(Francesco Guicciardini, Ricordi, 6)
Nell'opera i ricordi si susseguono indipendentemente l'uno dall'altro, rinunciando a una compiutezza sistematica (questo a dimostrazione della casualità della realtà), costituendo così una sorta di anti-trattato che nasce dall'esperienza di vita dell'autore. Da questi aforismi si può leggere un ritratto, da non intendere in senso autobiografico. L'uomo che traspare dalle pagine di Guicciardini è l'uomo moderno, che non ha dentro di sé certezze o illusioni, ma deve scegliere da solo il proprio cammino. Il tono è amaro e disilluso, poiché l'opera è pervasa dal pessimismo scettico dell'autore. Questa visione disincantata porta all'elogio del "particulare", dell'interesse personale come scopo perseguibile del savio.